# Tiur
Tiur (Hongaars: Tűr) is een dorp in de gemeente Blaj in het district Alba in Roemenië.
In 2002 telde het dorp 1720 inwoners waaronder 400 Hongaren.